# Zatoka Parry’ego
Zatoka Parry’ego (ang. Parry Bay) – zatoka Oceanu Arktycznego, wcinająca się w Półwysep Melville’a. Znajduje się na niej wyspa South Ooglit Island, na której morsy spędzają czas na lądzie.